# Лёльбах
Лёльбах (нем. Löllbach) — община в Германии, в земле Рейнланд-Пфальц. 
Входит в состав района Бад-Кройцнах. Подчиняется управлению Майзенхайм.  Население составляет 210 человек (на 31 декабря 2010 года). Занимает площадь 4,94 км².